# DL Волос Вероники
DL Волос Вероники (лат. DL Comae Berenices) — одиночная переменная звезда** в созвездии Волос Вероники на расстоянии приблизительно 12068 световых лет (около 3700 парсек) от Солнца. Видимая звёздная величина звезды — от +14,9m до +12,9m.

## Характеристики
DL Волос Вероники — жёлто-белая пульсирующая переменная звезда типа RR Лиры (RRAB) спектрального класса F. Эффективная температура — около 6076 K.